# Albin Moller

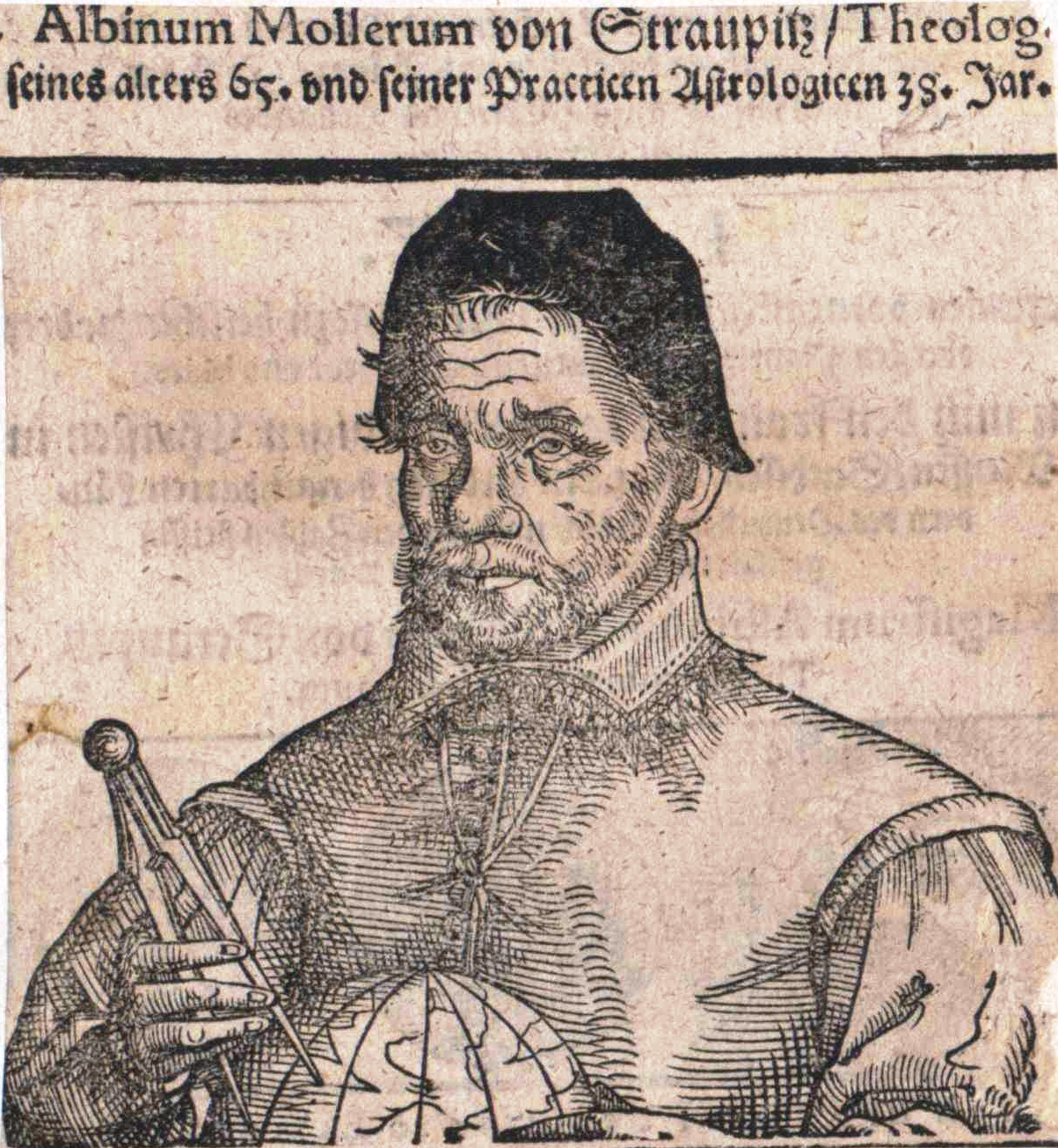
Albin Moller

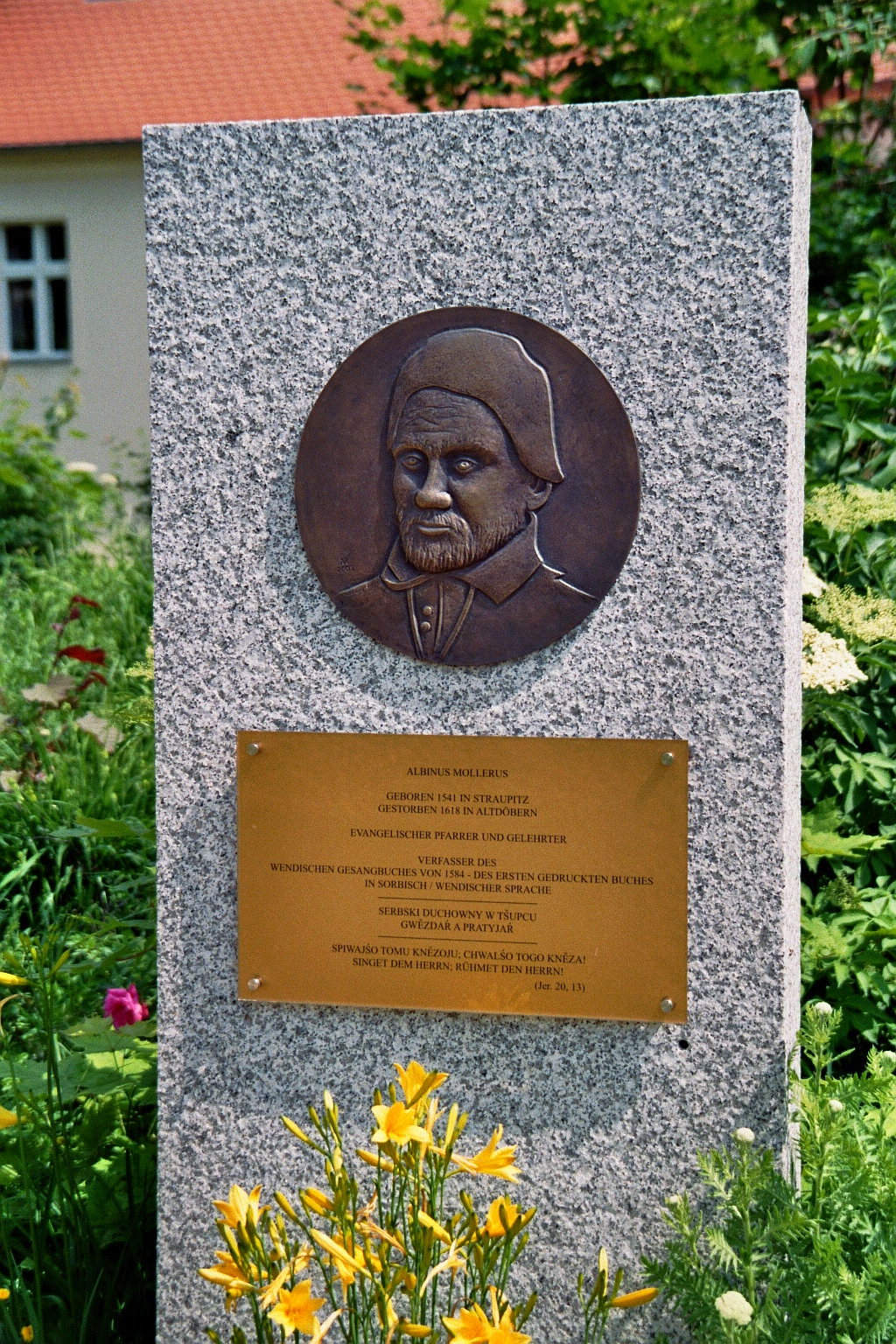
Gedenkstein für Albin Moller vor dem Pfarrhaus in Straupitz

Albin Moller, auch Albinus Mollerus, (* 1541 in Straupitz; † 26. Dezember 1618 in Altdöbern) war ein sorbischer protestantischer Theologe und Schriftsteller. Er veröffentlichte das erste Buch in sorbischer Sprache.

## Leben
Albin Moller stammte vermutlich aus einer Familie eines Beamten der Grafen von Dohna, erlernte jedoch bereits in seiner Kindheit die sorbische Sprache. Zunächst besuchte er die Lateinschule in Calau. Später studierte er Theologie an der Universität Frankfurt/Oder und ab 1568 an der Universität Wittenberg. Er war dann im Bereich der sorbischsprachigen Gemeinden in der Niederlausitz tätig. 1572 arbeitete er als Geistlicher in Tornow im Kreis Calau. Noch im selben Jahr wurde er aber Pfarrer in seinem Geburtsort Straupitz. Dieses Amt bekleidete er zwei Jahre.
1574 ließ er in Bautzen bei Hans Wolrab ein von ihm verfasstes Wendisches Gesangbuch auf eigene Kosten drucken. Es handelt sich um das erste Buch in sorbischer Sprache. Das Werk enthält 120 Choräle und Psalmlieder, die er aus dem Deutschen ins Sorbische übersetzt hatte. Auch der kleine Katechismus Martin Luthers ist in sorbischer Sprache im Buch enthalten. 1582 veröffentlichte er eine Arbeit zu Pflanzennamen, wobei neben der lateinischen und deutschen Bezeichnung auch der sorbische Name aufgeführt wird. Es handelt sich um die älteste Aufstellung sorbischer Pflanzennamen.
Moller war auch astronomisch beziehungsweise astrologisch interessiert und veröffentlichte hierzu verschiedene Werke. Bereits 1572 erschien ein solches Werk ebenfalls bei Wolrab in Bautzen. Wahrscheinlich veröffentlichte Moller seine prognostischen astrologischen Schriften unter dem Namen Die grosse Practica astrologica ab einem gewissen Punkt jährlich. Ab spätestens 1607 lebte Moller in Altdöbern, wo er 1618 im Alter von 77 Jahren verstarb.

## Ehrung
Vor dem Pfarrhaus der Dorfkirche Straupitz erinnert ein Gedenkstein an Albinus Mollerus.

## Schriften
- Prognosticon Astrologicum. Auff die Vier Zeiten und andere Bedeutung der Planeten/Vnd Sternen zum ersten auff das 1573, darnach auff das 1574 Jahr nach Christi Geburt. Hans Wolrab, Bautzen 1572
- Wendisches Gesangbuch. Hans Wolrab, Bautzen 1574; Nachdruck: Niedersorbisches Gesangbuch und Katechismus. Gedruckt zu Budissin, 1574 (= Veröffentlichungen des Instituts für Slawistik, Band 18). Akademie-Verlag, Berlin 1959

Digitalisat, Nationale I.-I.-Metschnikow-Universität Odessa
- Calendarium Ecclesiasticum perprtuum & syllabatim ediscendum. Das ist, Ein ewigwerender Kirchen Calender...  Hans Wolrab, Bautzen 1574

Digitalisat, Nationale I.-I.-Metschnikow-Universität Odessa
- Namenn der vornembsten Arztney Kreuter Ihn Lateinischer Deutzscher Vnnd wendischer Sprachenn. 1582
- Die grosse Practica astrologica ... 1596 ... Leipzig 1595
- Die grosse: Practica Astrologica, Das ist: Natürliche und gründliche prognostication und verkündigung von dem Gewitter der vier Zeiten, auch von Finsternissen, Krieg und anderen Unglücke, von Reisefarten, Legation und handel zu Lande und zu Wasser ... Leipzig [um 1599]
- Alt und New Schreibcalender Auff das Jar nach unsers Herrn Jhesu Christi Geburt MDCI. Magdeburg [um 1600]
- Die grosse Practica astrologica, Das ist: Natürliche und gründliche verkündigung ... Leipzig 1602